# Liszajecznik ziarnisty

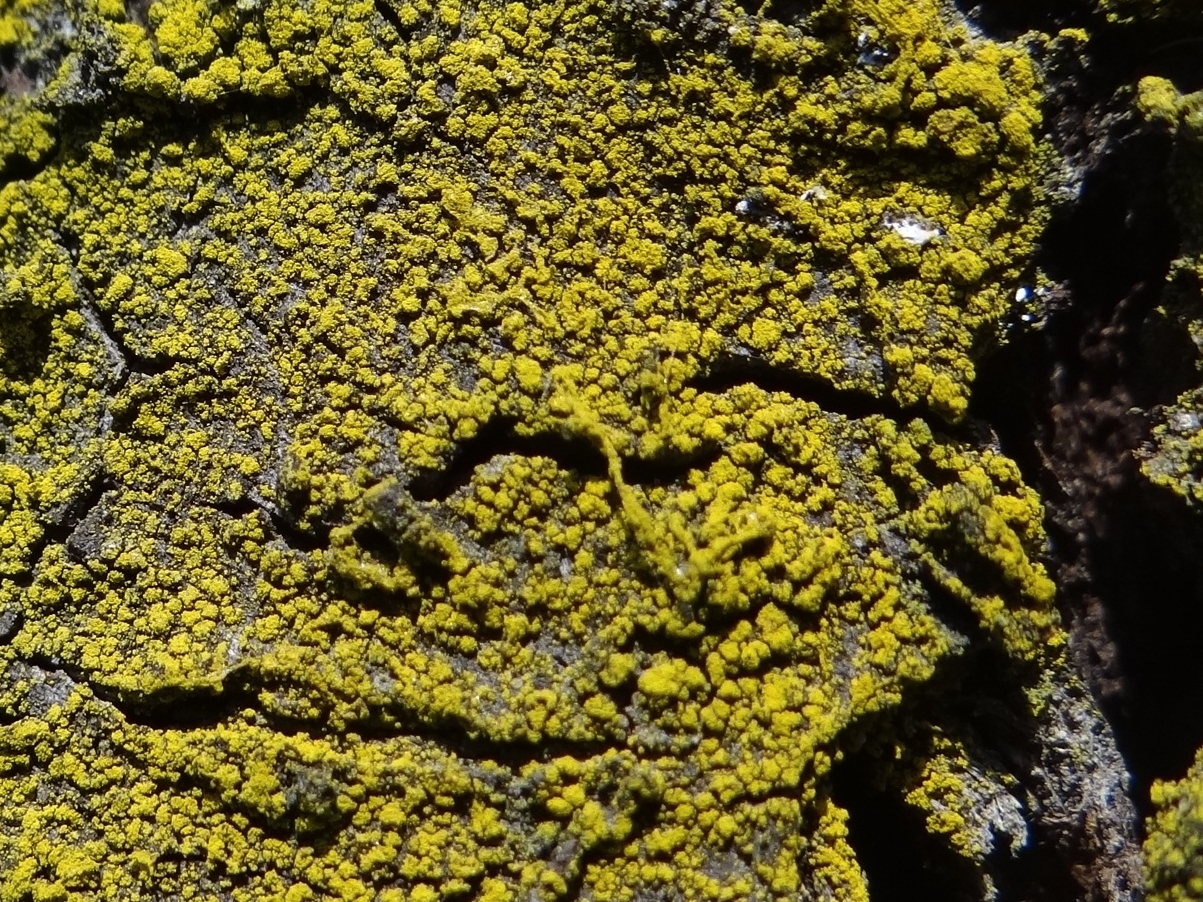

Liszajecznik ziarnisty (Candelariella xanthostigma (Pers. ex Ach.) Lettau) – gatunek grzybów z rodziny Candelariaceae. Ze względu na symbiozę z glonami zaliczany jest do porostów.

## Systematyka i nazewnictwo
Pozycja w klasyfikacji według Index Fungorum: Candelariaceae, Candelariales, Candelariomycetidae, Candelariomycetes, Pezizomycotina, Ascomycota, Fungi.
Niektóre synonimy nazwy naukowej

- Blastenia xanthostigma (Pers. ex Ach.) Müll. Arg. 1862
- Caloplaca xanthostigma (Pers. ex Ach.) H. Olivier 1909
- Candelaria xanthostigma (Pers. ex Ach.) Kieff. 1895
- Candelariella lutella (Vain.) Räsänen 1939
- Lecanora xanthostigma (Pers. ex Ach.) Röhl. 1813
- Lichen xanthostigmus Pers. ex Ach. 1810

Nazwa polska według Krytycznej listy porostów i grzybów naporostowych Polski.

## Morfologia
Plecha skorupiasta z glonami protokokkoidalnymi. Jest  bardzo cienka, składa się z cylindrycznych lub kulistych ziarenek o średnicy 0,03–0,06 mm (wyjątkowo do 0,1 mm), co oznacza, że na 1 mm mieści się ich ok. 30–10 sztuk. Są one mniej lub bardziej rozproszone lub zbite. Mają barwę od żółtej do żółtozielonkawej. Reakcje barwne: K –, Pd –.
Urwistki nie występują, z rzadka natomiast zdarzają się koliste apotecja lekanorowe o średnicy 0,2–0,4 mm. Mają płaskie lub nieco tylko wypukłe tarczki o barwie podobnej jak plecha, czasami brunatnożółtej. Ich brzeżek jest cienki, nieco karbowany lub ziarnisty, ma żółtą barwę i zwykle jest trwały. Hymenium ma wysokość 65–75 μm i w swojej najwyższej części jest żółte. Hypotecjum jest bezbarwne. Askospor powstaje po 12–32 w każdym worku. Są jednokomórkowe, elipsoidalne, proste lub zagięte, mają obydwa końce zaokrąglone i rozmiar 4–5 μm. Pyknidia mają ciemnożółtą barwę i występują licznie.

## Występowanie i siedlisko
Występuje w Ameryce Północnej, Europie, Azji, Afryce i Australii. W Polsce jest pospolity na terenie całego kraju. 
Szczególnie często występuje na drzewach rosnących samotnie. Rozwija się głównie na korze drzew, głównie liściastych, ale czasami także niektórych iglastych, rzadko na drewnie.